# 牧長清
牧 長清（まき ながきよ）は、戦国時代の武将。織田信長の妹婿に当たる。最後の尾張守護・斯波義銀の従兄弟に当たる。

## 生涯

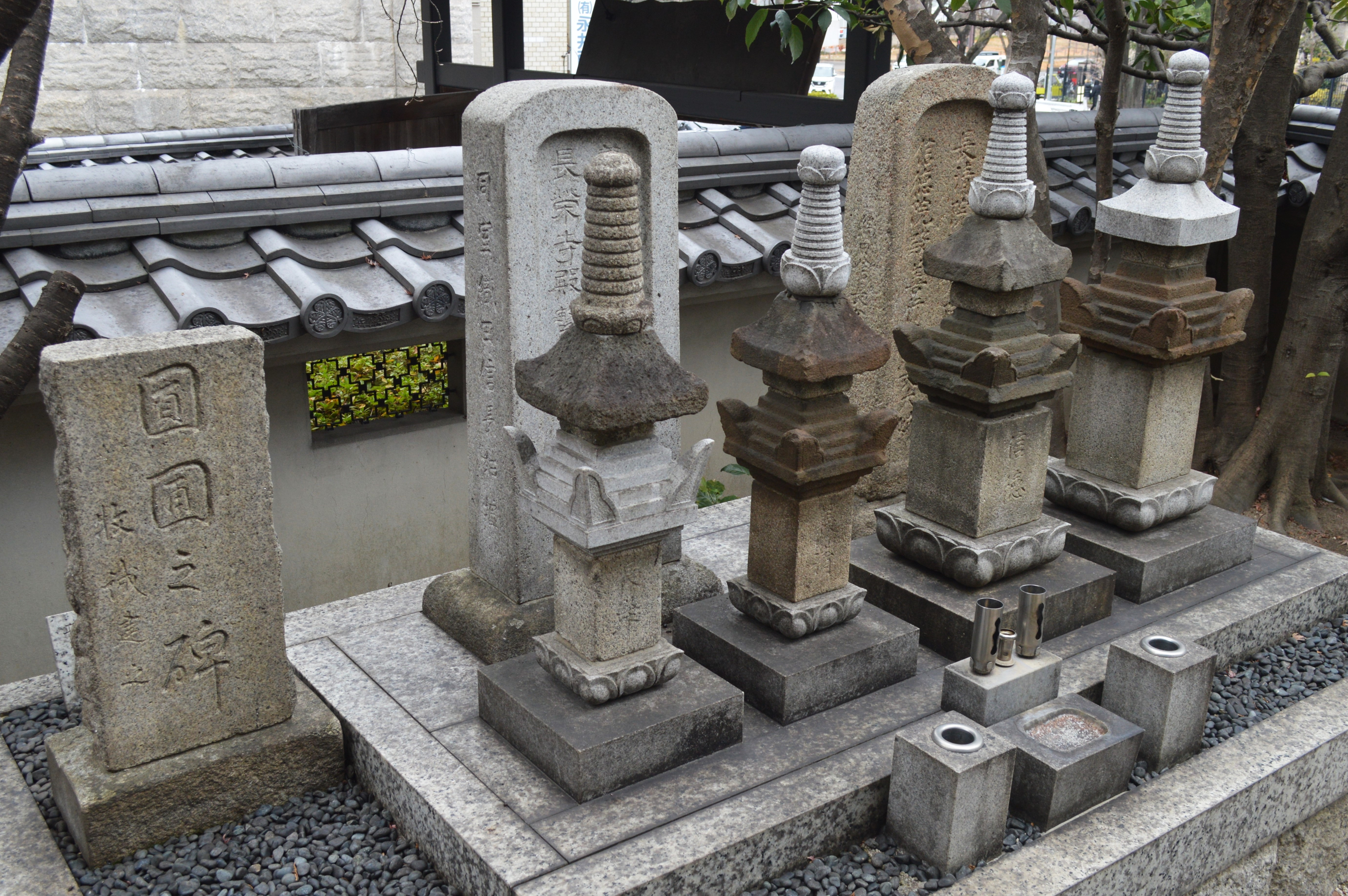
清浄寺にある牧家の墓

父は尾張小林城主で信長の叔母を妻とする牧長義。長清の生母は長栄寺殿とも言われるが不詳。長清は信長の妹を娶っているため、牧家と織田家は二重の縁で結ばれた事になる。長清は信長の妹を正室にしている事で尾張中から羨まれたという。
長清の武将としての業績は不明であるが、仏教に帰依して諸国の名山に登る事を好み、富士山の7回登山を発願して3回実現したが、老境に及んで果たせぬ事を惜しみ、富士浅間神社を再興した。また、前津村の氏神として春日神社を造営、小林村の氏神として三輪神社を造営するなどしている。
永禄13年（1570年）2月15日に死去。
小林城跡にある清浄寺には牧家の墓がある。

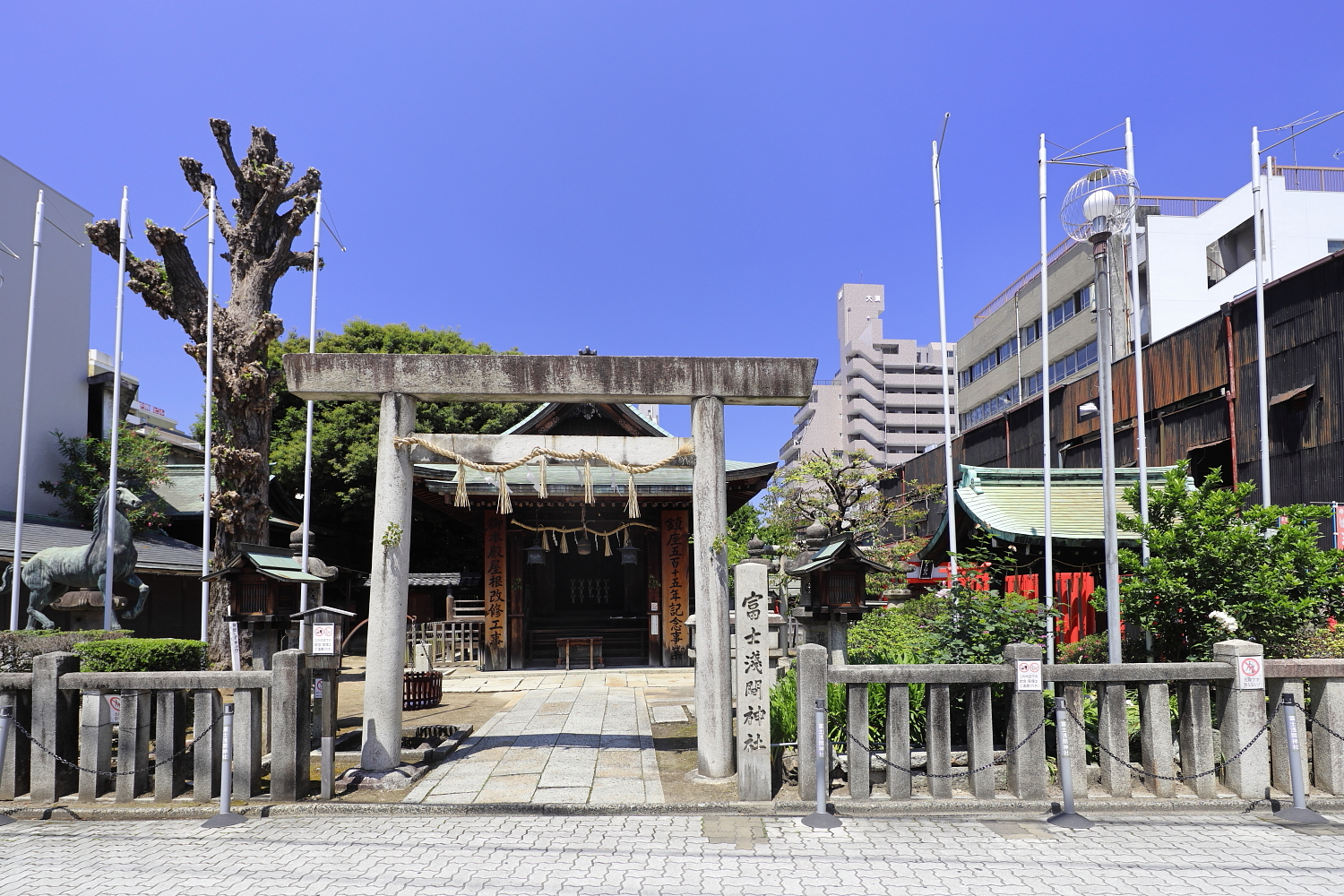
富士浅間神社
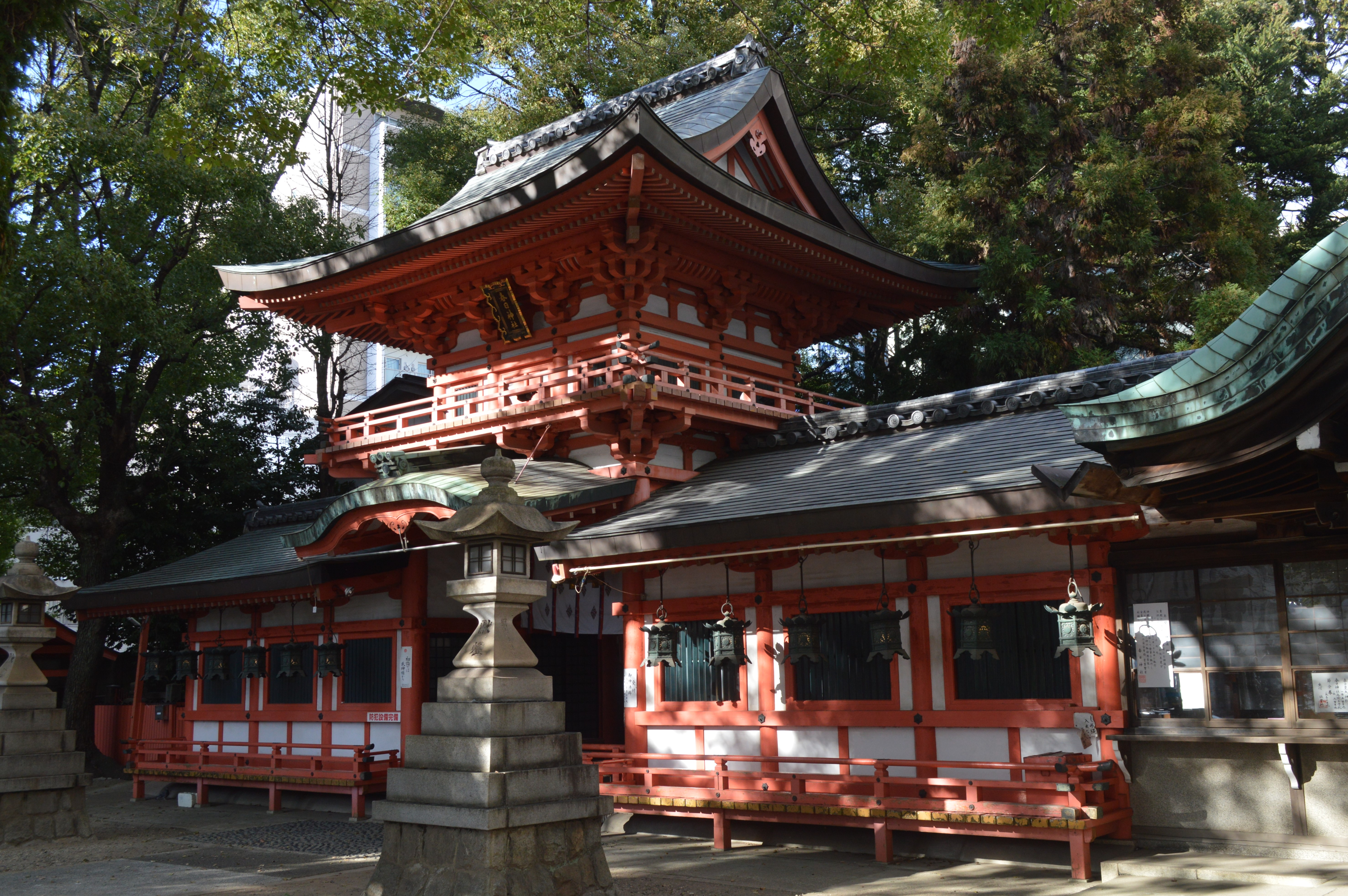
春日神社
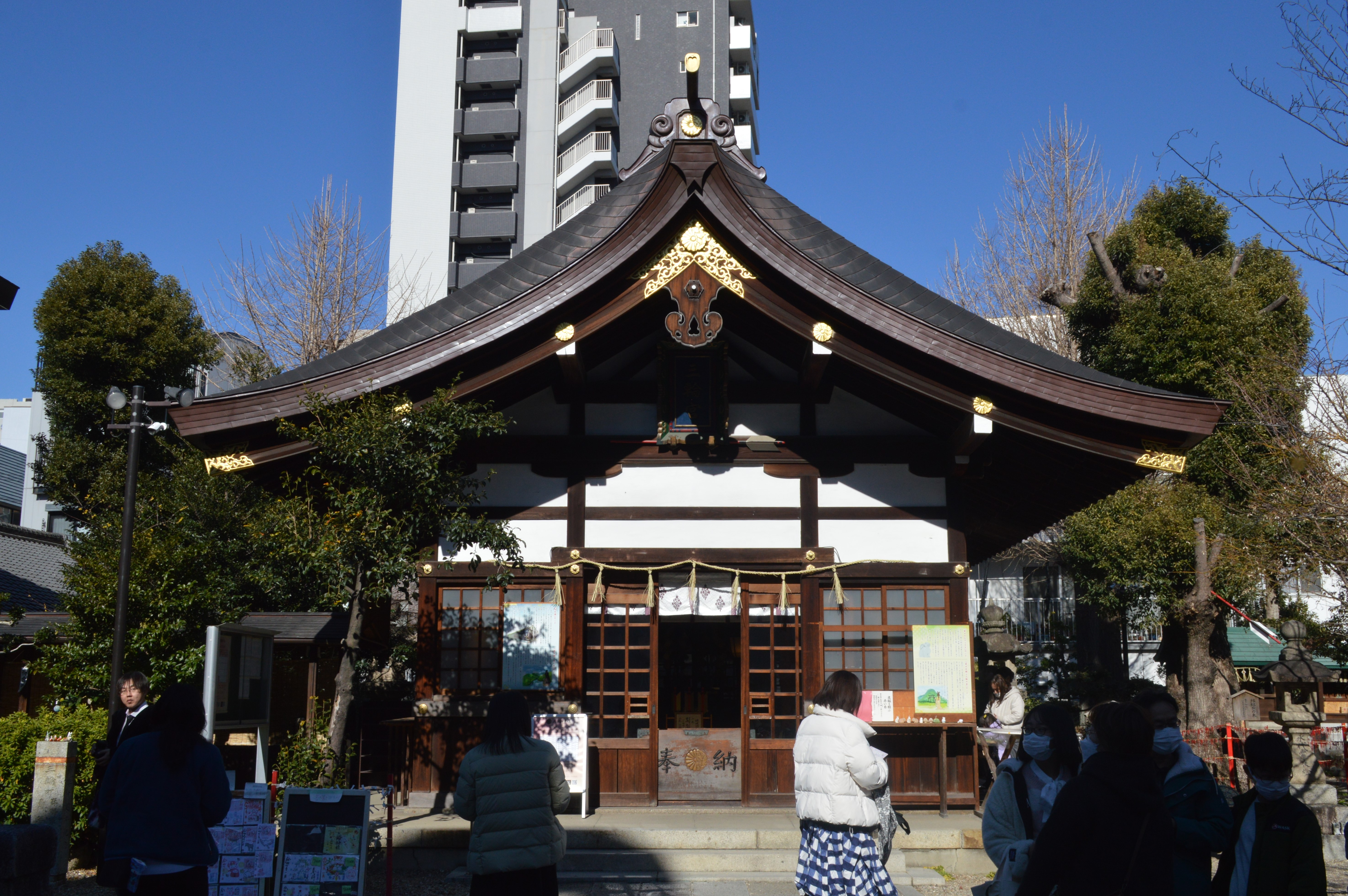
三輪神社